# Western Soccer League
La Western Soccer League, nota anche con l'acronimo WSL, e precedentemente chiamata Western Alliance Challenge Series e Western Soccer Alliance, è stata una lega calcistica canadese e statunitense attiva tra il 1985 ed il 1989.

## Storia
Chiusa l'esperienza della NASL, della ASL e della USL, le società della costa occidentale degli Stati Uniti d'America e del Canada diedero vita alla Western Alliance Challenge Series, che vide alla stagione d'esordio coinvolte quattro squadre. 
L'anno successivo la lega prese il nome di Western Soccer Alliance mentre nell'ultima edizione del torneo prese il nome di Western Soccer League e che fu quella che raccolse tra l'altro più partecipanti ovvero nove.
Il vincitore dell'ultima edizione, il San Diego Nomads si scontrò con il Fort Lauderdale Strikers, campione dell'American Soccer League III, in uno spareggio denominato ASL/WSL Championship. Lo spareggio tra le due leghe vide l'affermazione degli Strikers.
La WSL e la ASL si fusero per dare origine all'American Professional Soccer League.
Il club più titolato della lega fu il San Diego Nomads con due successi.

## Albo d'oro
| Stagione | Vincitore            | Runner-up           | Note |
| 1985     | San Jose Earthquakes | Victoria Riptides   |      |
| 1986     | Hollywood Kickers    | F.C. Portland       |      |
| 1987     | San Diego Nomads     | S.J. Earthquakes    |      |
| 1988     | Seattle Storm        | San Diego Nomads    |      |
| 1989     | San Diego Nomads     | S.F. Bay Blackhawks |      |